# Cena miłości (telenowela)
Cena miłości (hiszp. El precio de tu amor) – meksykańska telenowela wyemitowana w latach 2000-2001.
W rolach głównych Eduardo Santamarina i Eugenia Cauduro.

## Wersja polska
W Polsce telenowela była emitowana w telewizji TVN. Opracowaniem wersji polskiej zajęło się ITI Film Studio na zlecenie TVN. Autorem tekstu była Olga Krysiak. Lektorem serialu był Mirosław Utta.

## Obsada
- Eugenia Cauduro - Gabriela Galván
- Eduardo Santamarina - Antonio Ríos Herrera
- Yadhira Carrillo - Sandra Rangel
- Manuel Ojeda - Dr. Octavio Rangel
- Roberto Ballesteros - Rodolfo Galván
- Macaria - Adelina Morales
- Ninón Sevilla - Dalila
- Galilea Montijo - Valeria Ríos Herrera
- Alejandro Ávila - Fabián San Miguel
- Samuel Gallegos - Plutarco
- Yolanda Ciani - Isabel
- Emilia Carranza - Yolanda
- Silvia Manríquez - Ana Luisa Galván
- Isadora González - Mireya
- Roberto Antúnez - Felipe
- Héctor Sáez - Héctor
- Jerardo - Silverio
- Juan Imperio - Tiburcio
- Mariana Botas - María del Carmen "Mary" Ríos
- Rodrigo Rochet - Alejandro
- David Ramos - Carmelo
- Fernando Robles - Trinidad
- Lourdes Deschamps - Lolita
- Virginia Gimeno - Rosario "La Chata"
- Raquel Pankowsky - Meche
- María Prado - Doña Licha
- Carlos Yustis - Policarpo
- Jaime Lozano - Don Benigno
- Luis Gimeno - Padre Chucho
- Arturo Laphan - Jorge
- Ricardo Vera - Dr. Diego
- Tania Mendoza - Shandira
- Lorena Enríquez - Columba
- Cecilia Gabriela - Julia Carrillo
- Marco Uriel - Ignacio Santillán
- Julio Bracho - Ricardo
- Carlos Speitzer - Lalo
- Rosángela Balbó - Giovanna